# 地名しりとり 旅人ながつの挑戦
『地名しりとり 旅人ながつの挑戦』（ちめいしりとり たびびとながつのちょうせん）は、2022年12月20日（19日深夜）から2025年2月23日までCBCテレビにて、日曜日（土曜深夜）0:28から放送されていたバラエティ番組。当初は隔週であったが、その後毎週放送になっていた。

## 概要
CBCテレビで約20年前に放送されていたバラエティ番組『ノブナガ』の人気コーナー「地名しりとり」をリバイバルしたバラエティ番組である。
企画の基本的なルールは地名しりとり#ルールを参照。今回のスタート地点は「東京都中央区日本橋」。さらに、一度ゴールした県でも「再度同じ場所を訪れた時はゴールがリセットされる」ルールが追加され、同じ場所を3回目以降訪れてもゴール扱いにならない。
本番組で地名しりとりを行うのは7ORDERの長妻怜央で、初の単独冠番組である。第1回の放送には前作の挑戦者であるワッキーも出演し、最初のしりとりを終えるまでの間、長妻に同行した。
なお、移動中の長妻の様子は当初は実写だったが、後に絵コンテに変更されている。
また番組公式YouTube、Locipo、TVerでは見逃し配信を行っている。

## スタッフ
出演者
- 長妻怜央 - 7ORDERのメンバー。

ナレーション
- 渡辺美香（CBCアナウンサー）
- 山内彩加（CBCアナウンサー）
- 加藤由香（CBCアナウンサー）

エンディングテーマ
提供読みやスタッフロールで数秒流れる。
- 7ORDER「F」

## 放送リスト
地名の【 】はしりとりの文字、抹消線は「ん」ルールが適用されたもの。放送日はCBCテレビのもの。

### 2022年
| 放送回 | 放送日   | しりとりで訪れた地名 | 備考                            |
| ------ | -------- | --- | ------------------------------- |
| 1      | 12月20日 | - 日本橋（東京都） - 【し】新橋（東京都） - 【し】渋谷区神南（東京都） - 【し】清水区島崎町（静岡県） - 【き】京都市下京区塩小路町（京都府） - 【し】勝央町岡（岡山県） - 【か】鎌倉市長谷（神奈川県） | ゲスト : ワッキー（ペナルティ） |
| 2      | 12月27日 | - 【せ】千石（山形県） - 【く】熊本市中央区花畑町（熊本県） - 【た】玉名市高瀬（熊本県） - 【せ】瀬高町坂田（福岡県） - 【た】玉名市立願寺（熊本県）                                                   | [ 6 ]                           |

### 2023年
| 放送回 | 放送日   | しりとりで訪れた地名 | 備考                                                                        |
| ------ | -------- | --- | --------------------------------------------------------------------------- |
| 3      | 1月10日  | - 【し】下関市唐戸町（山口県） - 【と】徳島市南常三島町（徳島県） - 【ま】松山市道後湯之町（愛媛県） - 【の】野田市野田（千葉県）                                                     |                                                                             |
| 4      | 1月24日  | - 【た】高松市屋島中町（香川県） - 【か】金沢市兼六町（石川県） | [ 6 ]                                                                       |
| 5      | 1月31日  | - 【く】呉市昭和町（広島県） - 【わ】和田崎町（兵庫県） - 【き】京都市右京区嵯峨天竜寺芒ノ馬場町（京都府）                                                                            | [ 6 ]                                                                       |
| 6      | 2月07日  | - 【は】箱根町元箱根（神奈川県） - 【ね】練馬区向山（東京都） - 【ま】松本市丸の内（長野県） - 【ち】茅野市宮川（長野県）                                                             | [ 6 ]                                                                       |
| 7      | 2月21日  | - 【わ】輪島市河井町（石川県） - 【い】伊勢市宇治館町（三重県） | 三重県ゴール                                                                |
| 8      | 3月07日  | - 【ち】中央区銀座（東京都） - 【さ】さいたま市岩槻区本町（埼玉県） - 【さ】札幌市中央区大通西（北海道）                                                                              | [ 6 ]                                                                       |
| 9      | 3月21日  | - 岩手県の亀麿神社に寄り道 - 【し】新開地（兵庫県） | [ 6 ]                                                                       |
| 10     | 4月02日  | なし（長距離移動のため） |                                                                             |
| 11     | 4月16日  | 【ち】北谷町美浜（沖縄県） |                                                                             |
| 12     | 5月07日  | - 【ま】丸亀市浜町（香川県） - 【ま】まんのう町神野（香川県） - 【の】野市町大谷（高知県） - 【に】仁淀川町長屋（高知県）                                                             |                                                                             |
| 13     | 5月14日  | - 【や】屋島東町（香川県） - 【し】静岡市駿河区登呂（静岡県） - 【ろ】六甲山一ヶ谷（兵庫県） - 【に】日光市中宮祠（栃木県）                                                           |                                                                             |
| 14     | 5月28日  | - 【し】真駒内公園（北海道） - 【し】白浜町（和歌山県） |                                                                             |
| 15     | 6月11日  | - 【ま】松本市大字島内（長野県） - 【ち】茅野市北山白樺湖（長野県） - 【こ】甲府市善光寺（山梨県）                                                                                    |                                                                             |
| 16     | 6月25日  | - 【し】心斎橋筋（大阪府） - 【し】静岡市清水区島崎町（静岡県） - 【き】喜多方市字細田（福島県） - 【た】只見町只見（福島県）                                                         |                                                                             |
| 17     | 7月09日  | - 【み】三島町大字大石田（福島県） - 【た】館林市花山町（群馬県） - 【ま】真鶴町岩（神奈川県） - 【わ】和田浜南町（静岡県） - 【み】三島市大宮町（静岡県） - 【や】山下町（神奈川県） |                                                                             |
| 18     | 7月23日  | - 【た】垂水区東舞子町（兵庫県） - 岡山県の沖田神社に寄り道 - 【こ】高知市浦戸（高知県） - 【と】鳥取市福部町湯山（鳥取県） - 【ま】松江市灘町（島根県）                              |                                                                             |
| 19     | 8月06日  | - 【た】たつの市龍野町上霞城（兵庫県） - 【う】上田市中央（長野県） - 【う】宇都宮市越戸（栃木県） - 【と】栃木市藤岡町大田和（栃木県）                                               |                                                                             |
| 20     | 8月13日  | - 【わ】若草（栃木県） - 【さ】さくら市喜連川（栃木県） |                                                                             |
| 21     | 9月03日  | - 【わ】和倉町ヨ部（石川県） - 【ふ】藤沢市江の島（神奈川県） - 【ま】町田市原町田（東京都） - 【た】高崎市八島町（群馬県） - 【ま】舞鶴市下福井（京都府）                            |                                                                             |
| 22     | 9月17日  | - 【い】伊勢市宇治館町（三重県） - 【ち】中央区築地（東京都） | 三重県のゴールが取り消し（2度目の伊勢神宮） ゲスト : ワッキー（ペナルティ） |
|        | 9月24日  | なし（応援イベントの様子を放送） |                                                                             |
| 23     | 10月01日 | - 【し】下田市（静岡県） - 【た】高尾町（東京都） - 【お】大阪市住吉区住吉（大阪府）                                                                                                  |                                                                             |
| 24     | 10月15日 | - 【し】四国中央市川之江町（愛媛県） - 【え】越前市吾妻町（福井県） - 【ま】前沢（富山県）                                                                                            |                                                                             |
| 25     | 10月29日 | なし（長距離移動のため） |                                                                             |
| 26     | 11月12日 | - 【わ】稚内市宗谷岬（北海道） - 【き】清里町清泉（北海道） |                                                                             |
| 27     | 11月26日 | 【み】南富良野町東鹿越（北海道） |                                                                             |
| 28     | 12月10日 | 【え】えりも町えりも岬（北海道） |                                                                             |
| 29     | 12月24日 | - 【き】北広島市Fビレッジ（北海道） - 【し】新庄市小田島町（山形県） - 【ま】真室川町平岡（山形県）                                                                                   |                                                                             |

### 2024年
| 放送回 | 放送日   | しりとりで訪れた地名 | 備考         |
| ------ | -------- | --- | ------------ |
| 30     | 1月07日  | - 【か】鹿児島市城山町（鹿児島県） - 【ま】枕崎市火之神岬町（鹿児島県） - 【き】菊陽町（熊本県） - 【う】植木町亀甲（熊本県） - 【う】梅田（大阪府） |              |
| 31     | 1月21日  | - 【た】宝塚市栄町（兵庫県） - 【え】江の島（神奈川県） - 【ま】松本市深志（長野県）                                                                 |              |
| 32     | 2月04日  | - 【し】四條畷市南野（大阪府） - 【の】野田（大阪府） - 【た】大正区三軒家西（大阪府）                                                               |              |
| 33     | 2月18日  | 【し】下関市唐戸町（山口県） |              |
| 34     | 3月03日  | 【と】豊田町西市（山口県） |              |
| 35     | 3月17日  | - 【な】長府黒門東（山口県） - 【し】下関市吉母御崎（山口県）                                                                                        |              |
| 36     | 3月31日  | - 【き】北九州市八幡西区町上津役東（福岡県） - 【し】渋川市伊香保町伊香保（群馬県）                                                                  |              |
| 37     | 4月07日  | - 【ほ】保谷町（東京都） - 【や】八幡市八幡中ノ山（京都府）                                                                                          | [ 6 ]        |
| 38     | 4月21日  | - 【ま】米原市多和田（滋賀県） - 【た】多賀町多賀（滋賀県）                                                                                          | [ 6 ]        |
| 39     | 4月28日  | 【か】蒲郡市海陽町（愛知県） | 愛知県ゴール |
| 40     | 5月12日  | - 【う】浦安市千鳥（千葉県） - 【り】両国（東京都）                                                                                                  | [ 6 ]        |
| 41     | 5月19日  | - 【く】草津町草津（群馬県） - 【つ】津久見市高須町（大分県）                                                                                        | [ 6 ]        |
| 42     | 5月26日  | - 【す】末広町（大分県） - 【ろ】六坊北町（大分県）                                                                                                  | [ 6 ]        |
| 43     | 6月02日  | 【た】竹田市久住町久住（大分県） | [ 6 ]        |
| 44     | 6月09日  | 【う】宇和島市錦町（愛媛県） | [ 6 ]        |
| 45     | 6月16日  | - 【き】京都府東山区清水（京都府） - 【す】墨田区吾妻橋（東京都） - 【し】新橋（東京都）                                                             | [ 6 ]        |
| 46     | 6月23日  | 【し】渋川市伊香保町水沢（群馬県） | [ 6 ]        |
| 47     | 6月30日  | - 【わ】佐野市若松町（栃木県） - 【つ】土浦市大和町（茨城県）                                                                                        | [ 6 ]        |
| 48     | 7月07日  | 【と】鳥取市福部町湯山（鳥取県） | [ 6 ]        |
| 49     | 7月14日  | - 【ま】松島町松島町内（宮城県） - 島根県の一畑薬師に寄り道                                                                                          | [ 6 ]        |
| 50     | 7月21日  | 【い】出雲市大社町日御碕（島根県） | [ 6 ]        |
| 51     | 8月04日  | 【き】菊池市七城町岡田（熊本県） | [ 6 ]        |
| 52     | 8月11日  | 【た】大宰府市大宰府（福岡県） |              |
| 53     | 8月18日  | - 【ふ】福岡市中央区今泉（福岡県） - 【み】御船町御船（熊本県）                                                                                      | [ 6 ]        |
| 54     | 8月25日  | - 【ね】練馬区関町北（東京都） - 【た】台東区東上野（東京都）                                                                                        | [ 6 ]        |
| 55     | 9月01日  | - 【の】野方（東京都） - 【た】立川市泉町（東京都） - 【み】三鷹市下連雀（東京都）                                                                   | [ 6 ]        |
| 56     | 9月08日  | - 【く】国立市東（東京都） - 【し】島原市城内町（長崎県）                                                                                            | [ 6 ]        |
| 57     | 9月15日  | 【い】壱岐市郷ノ浦町東触（長崎県） | [ 6 ]        |
| 58     | 9月22日  | 【し】下関市豊浦町川棚（山口県） | [ 6 ]        |
| 59     | 9月29日  | 【な】直島（香川県） | [ 6 ]        |
| 60     | 10月06日 | - 【ま】町田市原町田（東京都） - 【た】台東区浅草（東京都）                                                                                          |              |
| 61     | 10月13日 | 【さ】佐世保市下船越（長崎県） | [ 6 ]        |
| 62     | 10月20日 | 【し】柴又（東京都） | [ 6 ]        |
| 63     | 10月27日 | 【た】高山市神明（岐阜県） | 岐阜県ゴール |
| 64     | 11月03日 | なし（4大過酷エピソードを放送） | [ 6 ]        |
| 65     | 11月10日 | 【い】一宮市開明教堂池（愛知県） | [ 6 ]        |
| 66     | 11月17日 | - 【け】兼六町（石川県） - 【く】草津町草津（群馬県）                                                                                                | [ 6 ]        |
| 67     | 11月24日 | 【つ】鶴田町廻堰大沢（青森県） | [ 6 ]        |
| 68     | 12月01日 | 【わ】和歌山市友田（和歌山県） | [ 6 ]        |
| 69     | 12月08日 | 【た】高松市香川町川東下（香川県） | [ 6 ]        |
| 70     | 12月15日 | - 【と】常滑市栄（愛知県） - 【え】江戸川区臨海町（東京都）                                                                                          | [ 6 ]        |
| 71     | 12月22日 | - 【い】伊東市猪戸（静岡県） - 【と】道頓堀（大阪府）                                                                                                | [ 6 ]        |

### 2025年
| 放送回 | 放送日  | しりとりで訪れた地名                                                | 備考                                                |
| ------ | ------- | ------------------------------------------------------------------- | --------------------------------------------------- |
| 72     | 1月05日 | 【り】【り】両国（東京都）                                          | [ 6 ]                                               |
| 73     | 1月12日 | - 【く】熊本市安政町（熊本県） - 【い】伊勢市宇治中之切町（三重県） | 伊勢市は過去2回訪れているためゴール扱いにならない。 |
| 74     | 1月19日 | - 【り】竜泉寺（愛知県） - 【し】志摩市阿児町賢島（三重県）         | 三重県ゴール                                        |

しりとり100日目、総移動距離69,698キロメートル、訪問場所は161箇所でのゴール。

## ネット局
| 放送対象地域 | 放送局             | 系列    | 放送期間 | 放送日時（JST） | ネット状況 | 備考     |
| ------------ | ------------------ | ------- | --- | --- | ---------- | -------- |
| 中京広域圏   | CBCテレビ（CBC）   | TBS系列 | 2022年12月20日 - | 隔週日曜 0:28 - 0:58（土曜深夜） | 制作局     |          |
| 新潟県       | 新潟放送（BSN）    | TBS系列 | 2023年4月1日 - 2023年6月4日 2024年1月12日 - 2024年3月29日 2024年4月6日 - 2024年9月28日 2024年10月3日 - 2024年12月18日 2025年1月12日 - 5月11日 | 日曜 1:28 - 1:58（土曜深夜） 金曜 0:26 - 0:55（木曜深夜） 土曜 1:23 - 1:53（金曜深夜） 水曜 1:00 - 1:30（火曜深夜） 日曜 6:15 - 6:45 | 遅れネット | [ 注 2 ] |
| 静岡県       | 静岡放送（SBS）    | TBS系列 | 2024年 - | 不定期放送 | 遅れネット |          |
| 福岡県       | RKB毎日放送（RKB） | TBS系列 | 2024年4月5日 - 2024年9月27日 2024年10月4日 -                                                                                                  | 金曜 9:55 - 10:24 金曜 1:59 - 2:30（木曜深夜）                                                                                       | 遅れネット |          |
| 大分県       | 大分放送（OBS）    | TBS系列 | 2024年4月22日 - | 月曜 10:50 - 11:20 | 遅れネット |          |
| 宮崎県       | 宮崎放送（MRT）    | TBS系列 | 2023年4月6日 - | 木曜 0:56 - 1:26（水曜深夜） | 遅れネット |          |